# Federica Stefanelli
Federica Stefanelli (Como, 3 agosto 1985) è una nuotatrice artistica italiana.

## Biografia
Nata a Como nel 1985, a 19 anni ha vinto due medaglie agli Europei di Madrid 2004: un bronzo nella gara a squadre, dietro a Russia e Spagna, ma soprattutto l'argento nel combinato a squadre, dietro alla sola Spagna.
A 19 anni ha partecipato ai Giochi olimpici di Atene 2004, nella gara a squadre con Cirulli, Fiorentini, Paccagnella, Plaisant, Savoia, Spaziani, Zaffalon e Zanazza, arrivando al 7º posto, con 94.084 punti (46.834 nel tecnico e 47.250 nel libero).
Ha chiuso la carriera al termine delle stesse Olimpiadi.

## Palmarès

### Campionati europei
- 2 medaglie:
  - 1 argento (Combinato a squadre a Madrid 2004)
  - 1 bronzo (Gara a squadre a Madrid 2004)